# Teodimundo (neto de Mundo)
Teodimundo (em latim: Theodimundus; em grego: Θευδιμούνδος; romaniz.: Theodimoúndos) foi um oficial bizantino de origem gépida, ativo durante o reinado do imperador Justiniano (r. 527–565). Era filho de Maurício e neto de Mundo. Ainda jovem por 540/541, serviu no exército bizantino durante a Guerra Gótica de 535-554 sob Vitálio. Participou na batalha de Treviso e por pouco escapou com vida, fugindo com seu comandante para junto dos bizantinos.